# Palais Vaissier
Le château dit Palais Vaissier, parfois appelé le palais du Congo, est un château, aujourd'hui disparu, construit en 1891-1892 à Tourcoing.

## Historique
Victor Vaissier, fabricant de savons, né à Roubaix en 1851, se prétendait prince du Congo. Il rêvait de se faire construire une demeure à la hauteur de ses espérances, de son rang et de ses ambitions. Il ne supportait plus de vivre entre les murs noircis de l'usine de la rue de Mouvaux (Roubaix, 2 rue de Mouvaux) Il demeura ensuite dans son château (Le château du Congo) qui lui était sis au 2 rue de Mouvaux à Tourcoing.
Il décida de faire appel à l'architecte Édouard Dupire-Rozan (1842-1901) et lui donna quelques directives : un château somptueux, majestueux et original, reprenant la forme et le style oriental, surmonté d'un grand dôme garni de vitraux colorés. Le château, aussi appelé Palais du Congo, fut érigé en 1892 sur un parc d'une superficie de 5 hectares, s'étendant de la rue de Mouvaux à l'avenue Grau, et de la rue du Congo jusqu'au canal. Le château évoque le Taj Mahal et comporte de nombreuses références à l'art de l'Inde.
Le château possédait sa propre usine d'électricité qui lui permettait de faire briller la nuit son dôme de verre de 35 m de hauteur soutenu par une structure métallique construite par André Michelin qui était alors ferronnier industriel avant de se lancer dans l'aventure des pneumatiques.
En 1914, le château abrite l'état-major de l'armée allemande.
En 1923, à la mort de Vaissier, sa famille propose de vendre le château à la ville de Tourcoing, qui refuse. En 1925, M. Deconynck, entrepreneur de spectacles, le rachète. Il envisage plusieurs projets, mais aucun ne sera réalisé. En 1929, le château est démoli. La propriété, divisée entre les associés, est lotie et les différentes parcelles vendues en terrain à bâtir.
Le romancier Maxence Van der Meersch s'installe en concubinage à Wasquehal dans le quartier du Capreau, tout d'abord au 246 rue Lamartine, puis le long du canal au 7 quai des Alliés dans une maison construite sur les ruines du château.

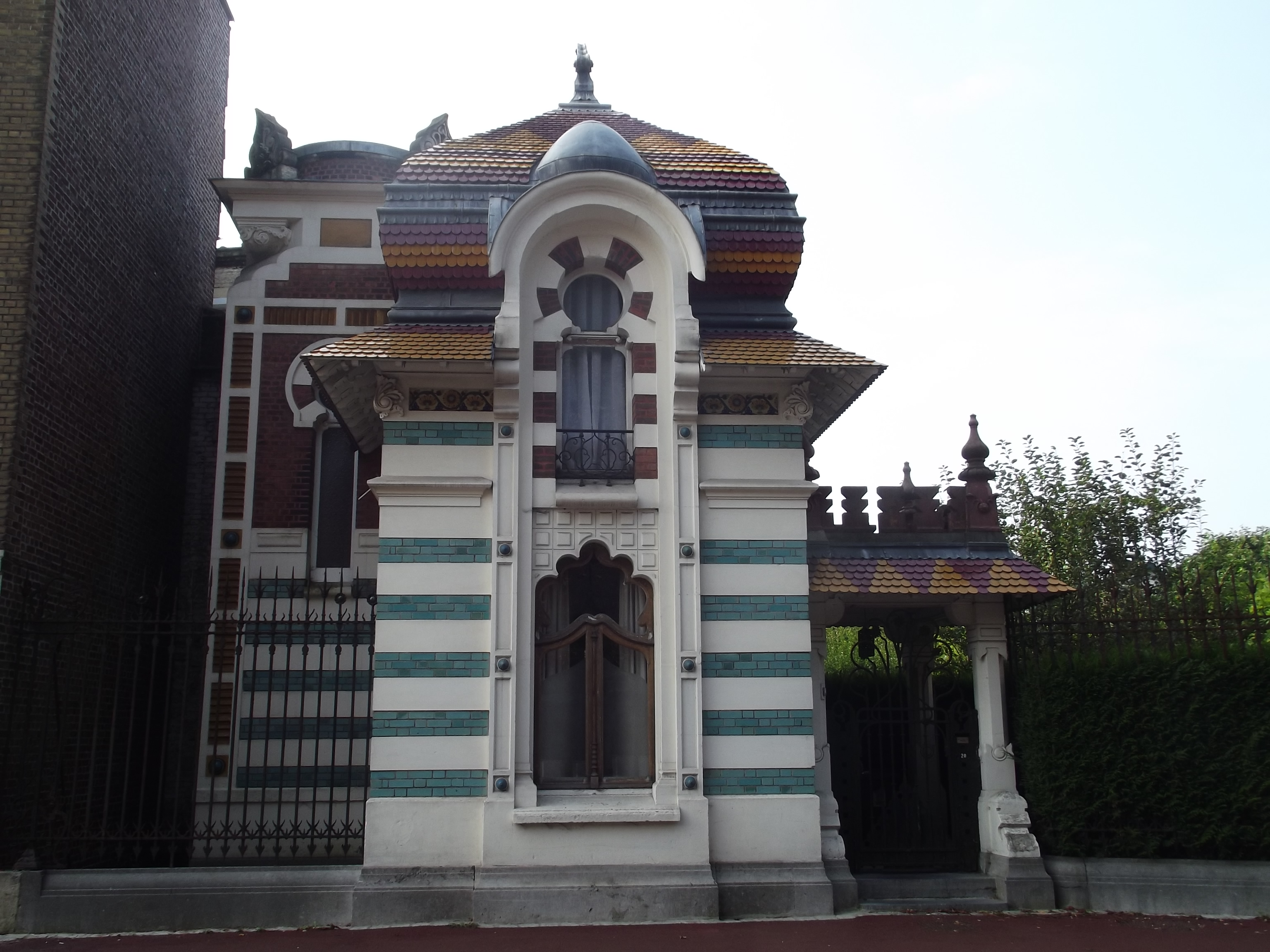
Vestige du Palais Vaissier : pavillon du concierge

## Protection
L'ensemble des façades et des toitures ainsi que les grilles des pavillons d'entrée subsistants ont été inscrits au titre des monuments historiques le 19 février 1988.

## Aujourd'hui
Le livre Le château Vaissier - Palais orientaliste d'un savonnier de Roubaix (1892-1929)  écrit par Gilles Maury et paru en 2013 retrace l'histoire de l'édifice.
En 2015, dans le cadre du festival Pile au Rendez-vous, 300 personnes tentent de reconstruire le château en carton,.
Une exposition permanente lui est consacré au musée de la piscine de Roubaix.

### Galerie de photos

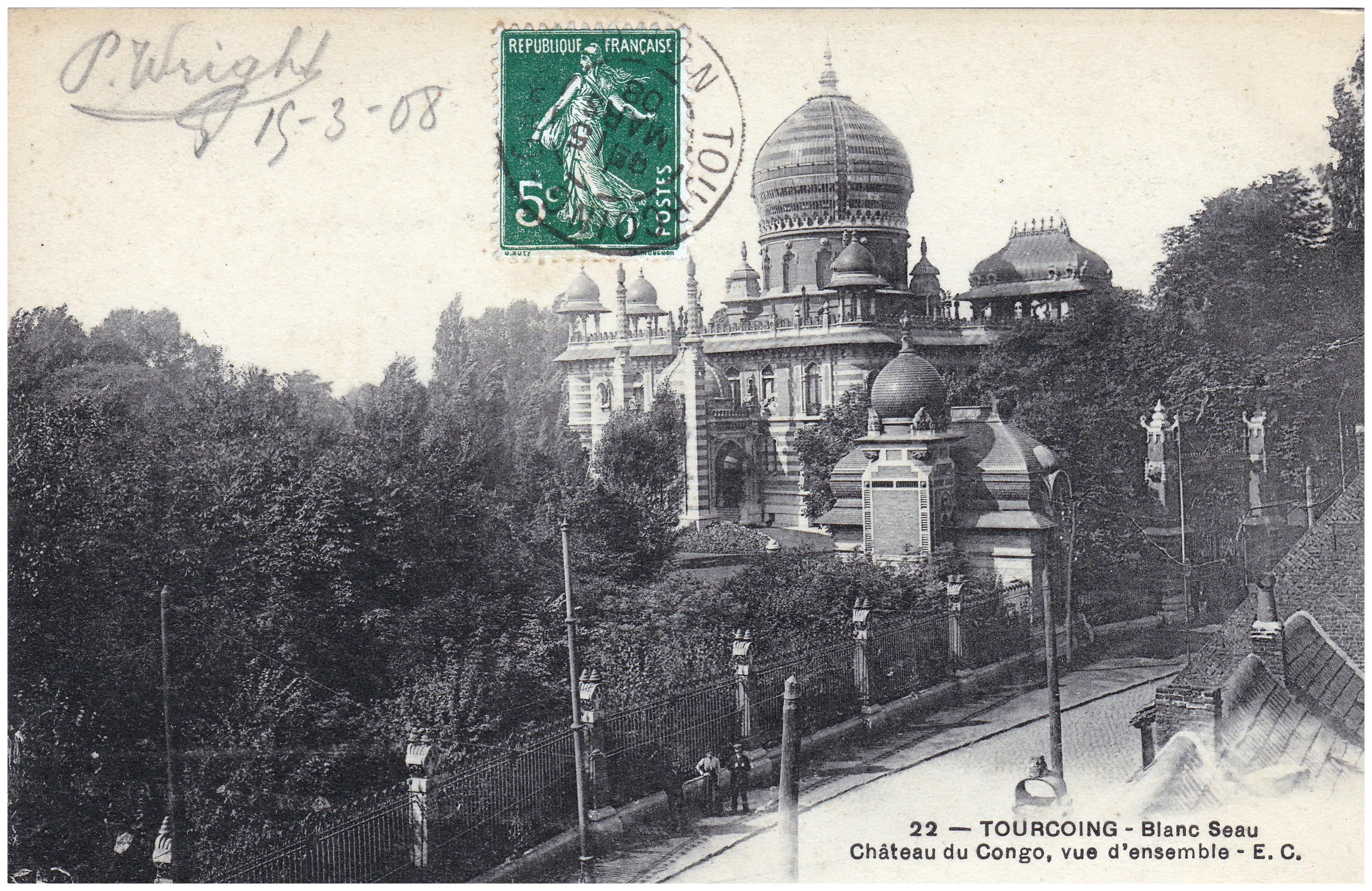
Palais Vaissier à Tourcoing.
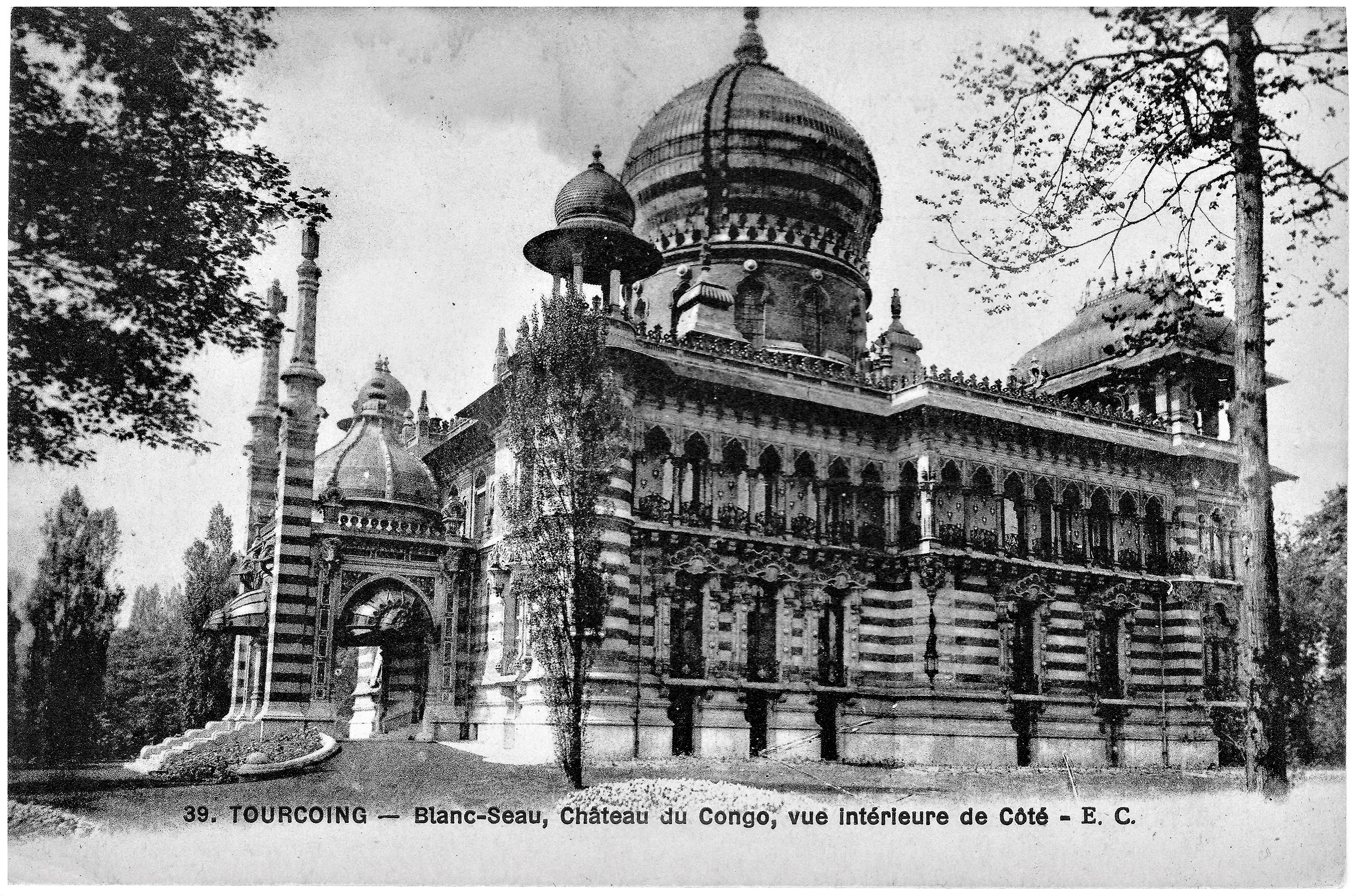
TOURCOING -Blanc seau- château du Congo , vue intérieure de côté.